# Jelnyelv

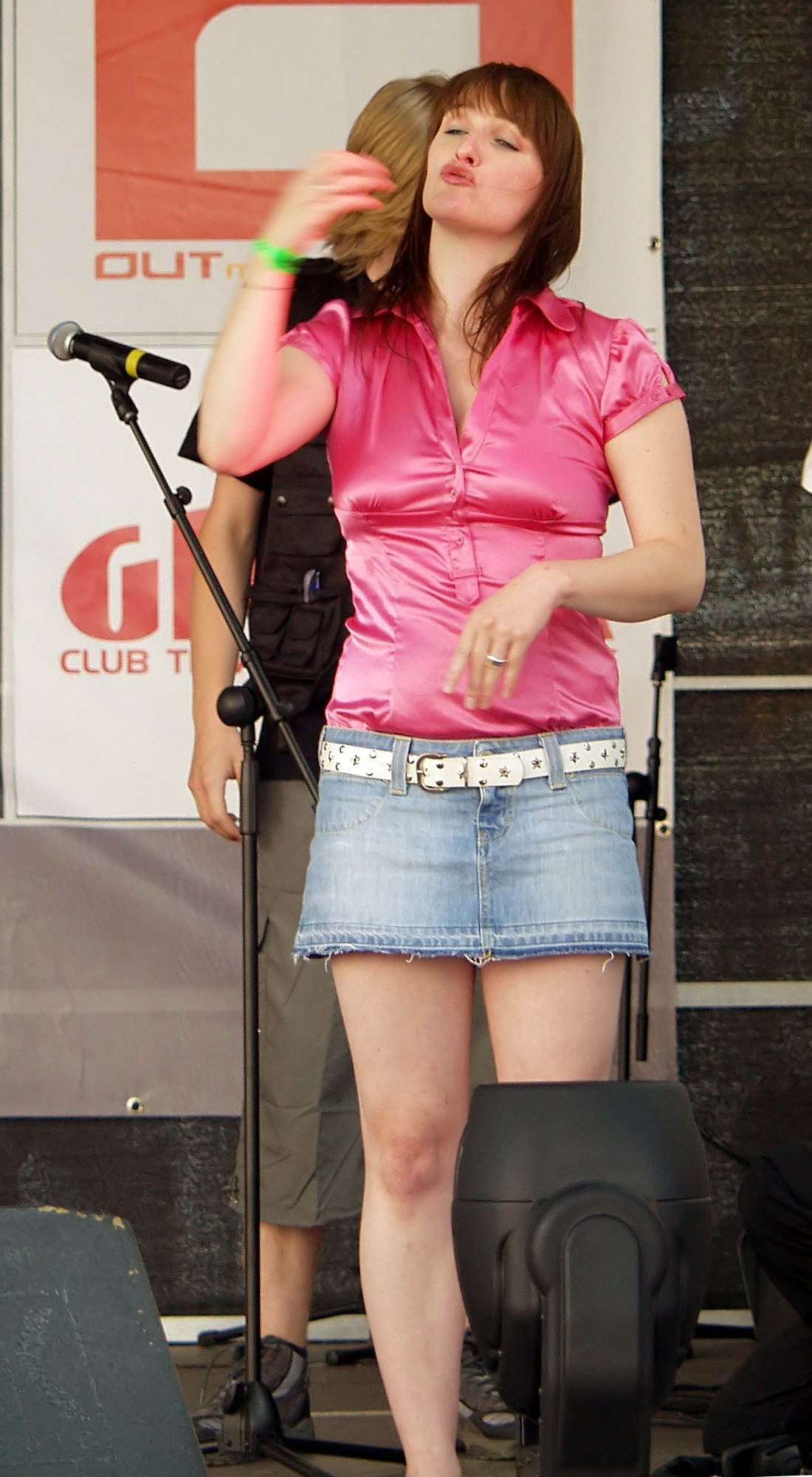
Nyilvános rendezvényen jelnyelvet használó tolmács (Raimond Spekking fotója)

A jelnyelv a vizuális kódrendszerek egyik legfejlettebb formája, amelyet főként, de nem kizárólag a siketek használnak. Az 1960-as évek óta a szakemberek már önálló nyelvként kezelik. A 2009. évi CXXV. törvény a magyar jelnyelvről és a magyar jelnyelv használatáról a magyar jelnyelvet a hivatalos nyelv szintjére emelte Magyarországon.
Bizonyított, hogy a jelnyelvnek is van egy sajátos hangtana, alaktana és mondattana. Általában az adott nyelv nyelvtani sajátosságai jellemzik a jelnyelvet. Szókincse pontos nyelvtani szabályok szerint rendeződik, így annak nyelvjárásai is lehetnek. Tanulásának nehézségei összemérhetők a hangzó nyelvekével. A jelelés előnyös a perifériás látásra és a reakcióidőre.
Téves feltételezés, hogy a jelnyelv nemzetközi. Valójában minden országnak van egy sajátos jelnyelve, amelyet elsősorban a siketek használnak. Tehát a siketek nem ugyanazt a jelnyelvet használják Németországban, mint mondjuk Magyarországon. Igaz, hogy vannak hasonló jelek egyes jelnyelvekben.
Létezik azonban egy mesterségesen kialakított jelnyelv is, a Gestuno nyelv, amely éppoly nehezen tud teret nyerni, mint az eszperantó.
Egy másik tévhit szerint a jelnyelv a gesztusok természeténél fogva lassabb, mint a beszéd. A kézmozgás ugyan valóban lassabb, mint az artikulációs mozgás, de a minden szinten jelen lévő egyidejűségnek köszönhetően a jelelés és a beszéd tempója közel azonos, nem ritka eset az sem, hogy a jelelés gyorsabb.
A jelelésnek természetesen vannak szabályai:
- törekedni kell a jel pontos kivitelezésére,
- fontos a gesztikuláció, mimika és testtartás.

Szokás, hogy a jelelők, hallók és siketek egyaránt, a jobb megértés érdekében néma artikulációval kísérik jelelésüket. Ennek szabályai:
- a megszokottnál lassabb beszédtempóra van szükség,
- vigyázni kell, nehogy a túlartikulálás hibájába essünk,
- mindig a jelelést kísérő beszédről lehet csak szó.

Erről a szokásról eltérőek a vélemények. Az ellenvélemények szerint mivel a hangzó nyelv és a jelnyelv szórendje különböző, ezért a jeleléssel együtt artikuláló egyén az egyik nyelvet törni fogja. A siketek nem mindig tátognak, amikor egymással beszélgetnek, és beszédzavarok esetén is értelmezhetetlenné válhat a szájkép, vagy a néma jelelő nem képes szavakat formálni a szájával. Asperger-szindrómás, autista jelelőkkel is előfordul, hogy nem tudnak egyszerre jelelni és tátogni.
A jelnyelv éppen olyan verbális kommunikációs eszköz, mint a hangzó nyelv. Ezért használata nem nevezhető mutogatásnak: egy önálló nyelvről van szó. Nem „mutogatunk”, hanem jelelünk!
Egyes elméletek szerint a jelnyelveknek az emberi nyelv kialakulásában is szerepük volt. Ezek szerint az első nyelvek jelnyelvek voltak. Az elmélet felveti azt a kérdést, miképp tért át az ember a beszédre.

## Miért természetes nyelv a jelnyelv?
Néhány fő érv, amelyek miatt valódi, természetes nyelvnek tekintjük a jelnyelvet:
- ugyanolyan komplex rendszer, mint bármelyik más nyelv, (a hangzó nyelvek)
- van létező, élő, beszélő közössége
- változataiban létezik (Magyarországon összesen hét nyelvjárást különböztetünk meg) és ezzel együtt összefügg egy szociolingvisztikai kérdés is: az, hogy a siket nyelvhasználók verbális repertoárja (nyelvi készlete) ugyanolyan teljes és változatos, mint a halló embereké
- ugyanolyan alkalmas betölteni a megismerő, a kommunikatív funkciót, sőt identitásjelző funkciói vannak, tehát identitás-szimbólumként is rendkívül fontos a siket közösség számára
- változik, ami ugyancsak sajátossága a természetes emberi nyelveknek
- az érintettek spontán módon használják a jelnyelvet a saját kommunikációjukban.
- van jelnyelvi szleng[3]

## Jelnyelvkutatás külföldön és hazánkban
A jelnyelvkutatás története az Amerikai Egyesült Államokba, az 1960-as évekig nyúlik vissza, amikor William C. Stokoe kutatásainak köszönhetően megfogalmazták a legfontosabb érvet: a jelnyelv éppúgy kettős tagoltságú, mint bármelyik hangzó nyelv. Márpedig a nyelvészetben ez a legfőbb érv amellett, hogy természetes emberi nyelvnek tekintünk-e valamit. William C. Stokoe arra jött rá, hogy a jelnyelvben is megvalósul a kettős tagoltság kritériuma. A jelnyelvben a kézformák, a mozgások, illetve az artikulációs helyek (tehát a tér, amelyben egy jel létrejön) számítanak a legfontosabb ilyen komponenseknek, más néven kerémáknak, melyek a hangzó nyelvben a fonémák megfelelői. Vannak, akik a kerémákat szintén fonémának nevezik (szinesztéziával). A kézformák, mozgások ugyanúgy nem értelmesek, mint ahogy a hangok a hangzó nyelvben, viszont jelentés-megkülönböztető szerepük van: ha egy komponenst megváltoztatunk, ahogy a beszélt nyelvben egy hangot megváltoztatunk (pl.: por-bor), akkor ugyanúgy egy egészen más jelentéshez jutunk, vagy esetleg egy üres elemhez, amelynek nincs jelentése. Ez volt a legdöntőbb érv, mely a jelnyelv természetes nyelv voltát mutatja s ahogyan a hangzó nyelvek fonémakészletében is vannak különbségek és azonosságok, ugyanúgy a jelnyelvek kézforma készletében is vannak olyan elemek, amelyek a világ összes jelnyelvében megtalálhatók, de olyanok is, amelyek meglehetősen ritkának számítanak. A beszélt nyelvekhez hasonlóan a jelnyelvekben is vannak morfémák, lexémák, szintagmák.
Magyarországon az 1990-es évek közepétől több vonalon indult meg a magyar jelnyelv kutatása. Elsősorban a Pécsi Tudományegyetemen, (korábban Janus Pannonius Tudományegyetem), valamint az ELTE Elméleti Nyelvészeti Programjának keretén belül és az ELTE Magyar Nyelvi Tanszékén. Főleg fiatal nyelvészek és egyetemi hallgatók foglalkoztak a témával kapcsolatban, akiknek köszönhetően kezdetben szakdolgozatok és OTDK munkák születtek. Később egyfajta szakmai szemléletfordulás következett be, melynek eredményeképpen a PTE-n, az ELTE-n, (kisebb részben Szegeden és Debrecenben is) nem jutott ki úgy hallgató a magyar vagy akár az idegennyelv-szakos képzésből, hogy ne lett volna tisztában azzal, hogy a siketek jelnyelve teljes értékű, természetes emberi nyelvnek számít, a téma iránt érdeklődők pedig esetleg egy-két speciális kurzust is elvégezhettek a siketek kétnyelvűségével vagy a jelnyelv grammatikájával kapcsolatosan.

## Kutatási feladatok, módszertan
A jelnyelv kutatásának módszertana igen eltérő képet mutat a hangzó nyelvéhez képest s ezzel együtt különböző problémák is lépnek fel. A szakembereket a kutatásmódszertanon belül elsősorban két részkérdés foglalkoztatja: az adatgyűjtés, leginkább a jelnyelvi adatok gyűjtésének problematikája, illetve az adatok lejegyzésének sajátos lehetőségei és igényei, mely vizuális módon történik. A kutatási feladatok rendkívül sokrétűek: az elméleti jellegű nyelvírás mellett a különböző interdiszciplináris vizsgálatokra (pszicholingvisztika, neurolingvisztika, szociolingvisztika) és alkalmazásokra (tananyagok kidolgozása, törvényi szabályozás szorgalmazása stb.) is figyelmet kell fordítani. Ennek ellenére a témával intenzíven vagy kevésbé intenzíven foglalkozó kevés ember részéről hiányzik az igazi összetartás, a team-munka a magyar jelnyelv sikeres sztenderdizációjának érdekében.

## Tipológia
A hangzó nyelvekhez hasonlóan a jelnyelvek is osztályozhatók típusuk szerint. Így vannak ragozó, hajlító, poliszintetikus, inkorporáló és izoláló jelnyelvek. A szórend is más lehet a különböző jelnyelvekben: az amerikai jelnyelv alapszórendje SVO, az osztrák jelnyelvé SOV. A beszélt nyelvek hatása az egyes jelnyelvekre nagymértékben eltér, még egy jelnyelv különböző változatai között is. Az amerikai jelnyelvben egész dialektuskontinuum alakult ki e mentén. Nem hasonlítanak a hangzó nyelvekre a jelnyelveknek azon változatai, amiket nem ért hangzó nyelvi hatás. Az amerikai jelnyelv a szórendet kivéve jobban hasonlít a japán, mint az angol nyelvre.
A jelnyelv, pontosabban jelnyelvek alapja a szimulákrum, a mozdulattal felidézett mozgásos történés, vagy valaminek a jellemző mozgása, alakja, térbeli tulajdonsága. (pl. kavar: főz, konyha, szór: hint, fűszer, szór, mosópor, hintőpor, hajó, bölcső-ringat, szül, születik-új). A jelnyelvben egyszerű kifejezéseket használnak (például a Holnap majd elmegyek a boltba, veszek tejet, kenyeret mondat jelnyelvi fordításban holnap fog menni vesz tej, kenyér). A jelnyelv nyelvtana a térben van, és térbeli egyeztetést használ. A jelnyelvben nem mindig és nem mechanikusan helyettesíti a jel a szavakat. Pl. a becsukom az ajtót, DE ez nem így néz ki: én + be (irány) + csuk (jel) + ajtó (jele). A ragozás többi részét proformmal végzik, a levegőben, a kezemmel "lenyomom a kilincset". A proform utánozza magát a mozdulatot, történést (pl. találkozás, csók, halál, sorban állás).

## Nyelvcsaládok
Az egyes jelnyelvek rendszerint nem állnak rokonságban az adott országban beszélt nyelvekkel. A jelelt nyelvek, például a jelelt magyar inkább az adott hangzó nyelv jelelt változatának tekinthető, mint önálló jelnyelvnek. A modern jelnyelvek közül több a Pedro Ponce de Leon (1520-1584) spanyol bencés szerzetes által kifejlesztett kézjeleken alapuló kommunikációs eszközre épült. Egy játékban szerepel az 1620-as évszám, mint a jelbeszéd feltalálásának ideje, ezt talán a jelnyelvre értik.
- A BANZSL nyelvcsaládba tartozik a brit, az ausztrál, és az új-zélandi jelnyelv. A család tagjai továbbá a dél-afrikai és az új-skóciai jelnyelv.
- A japán jelnyelvcsaládot a japán, a tajvani és a koreai jelnyelv alkotja.
- A francia jelnyelvcsalád népes. Ide tartozik a francia jelnyelven kívül a québeci, és az orosz jelnyelv. Tagjai továbbá a holland, a flamand, és a belga-francia jelnyelv, és még mások, mint a spanyol, a mexikói, és a brazil jelnyelv.
  - Az amerikai jelnyelv szintén a francia jelnyelvcsalád tagja, ami egy külön ágat képvisel. Több nyelv is alapul rajta, például a bolíviai jelnyelv. A thai jelnyelv a bangkoki, a Chiang Mai jelnyelv és az amerikai jelnyelv keveréke. Az amerikai jelnyelv befolyását sejtik az ugandai, a kenyai, a Fülöp-szigeteki, és a maláj jelnyelvben.
  - A SIL  Archiválva 2010. december 7-i dátummal a Wayback Machine-ben egy jelentése szerint a magyar, a cseh, és a szlovák jelnyelv egy külön csoportot alkot. Ide tartozónak gondolják a román, a bolgár, és a lengyel jelnyelvet is.
- A német jelnyelv nagy hatással volt az izraeli jelnyelvre.
- Az izlandi jelnyelv a dán jelnyelvből ered, bár a több évszázados elkülönülés a jelek szignifikáns különbözőségéhez vezetett.
- A fenti SIL-jelentés szerint az Oroszországban, Moldovában és Ukrajnában jelelt nyelvek nagyon közel állnak egymáshoz.
- Anekdotikus megfigyelések szerint a finn, a svéd és a norvég jelnyelv szintén rokon. Ez a skandináv jelnyelvcsalád.
- Jordánia, Szíria, Palesztina, Irak, és feltehetően Szaúd-Arábia jelnyelvei dialektuskontinuumot alkotnak, vagy az észak-arab jelnyelv nyelvjárásai.
- Ismert szigetnyelvek a nicaraguai, az Al-Sayyid beduin és a Providence-szigeti jelnyelv.

## A gyógypedagógiában
A gyógypedagógiában vitatott, hogy mennyire lenne hasznos a jelnyelv bevezetése a siketek oktatásába. Két módszer alakult ki, az auditív-verbális és a kétnyelvű módszer.
Az auditív-verbális módszer hívei szerint a jelnyelv képszerűsége miatt nem teszi lehetővé az elvont gondolkodás kialakulását. Ezért a hangnyelv oktatása és a beszédtanítás nemcsak egy új nyelv elsajátítását jelenti, hanem az elvont gondolkodás kialakítását is. Ezt a folyamatot demutizálásnak nevezik.
A kétnyelvű módszer hívei szerint a jelnyelv, mint teljes értékű nyelv nem ennyire képszerű; használatával éppúgy kifejlődik az elvont gondolkodás, mint a hangnyelvvel. Azonban hangsúlyozzák, hogy a hangzó nyelvet és a beszédet is tanítani kell, mert ez teszi lehetővé a jelnyelvet nem ismerő hallókkal való kommunikációt.
Egyes afrikai országokban azonban nem az ott honos jelnyelven oktatnak, hanem más jelnyelvekből hoznak át egészen új jeleket, amiket a helyi jelnyelv nyelvtanával használnak. Az oktatók a helyi jelnyelv eredeti jeleit mutogatásnak minősítik, és ugyanúgy kizárják az órákról, mint az auditív-verbális módszer hívei a jelelést. Ez ugyanúgy megnehezíti a tanulást, mint ha kizárólagosan hangnyelven tanítanának, emellett a helyi jelnyelv szókincsének lecserélődéséhez és az eredeti jelek eltűnéséhez vezetnek.
Magyarországon is, mint sok más országban a gyógypedagógusok sokáig kizárólag hangnyelven tanítottak. 2017 óta a kétnyelvű oktatás választható.

## Írásbeliség és média
A legtöbb jelnyelv, közöttük a magyar jelnyelv nem létezik írásos formában. A siketek többnyire hangnyelven írnak és olvasnak. A tudományos kutatások céljára több notációt is kifejlesztettek, amik a jeleket fonémáikra bontják. Külön ábrázolják a kézformát, a kéz állását, a jelképzés helyét, a mozgást, és amit a kutatók még szükségesnek ítéltek.
Emellett más rendszerek is léteznek, mint például a William C. Stokoe által kifejlesztett írás az amerikai jelnyelv, az Eshkol-Weissman-féle írás az izraeli jelnyelv, a HamNoSys a német jelnyelv számára, és Hartmut Teuber fonetikus SignLetteringje. Valerin Sutton SignWritingját Osnabrückben és Kelet-Nikaraguában a siket gyerekek iskoláiban tanítják. Ez az írás a jelek elemeit különféle nyilakkal, csillagokkal, hullámokkal és hasonlókkal írja le. Viszonylag könnyen olvasható.
A JEL TV egy internetes TV, amely magyar jelnyelven sugároz.

## Taktilis jelnyelv
A jelnyelvek tapintás útján is észlelhetők. Ilyenkor a jelelő a hallgató keze alatt jelel, így ő kitapinthatja a jeleket. Ezt tenyérbe jelelésnek nevezik. Fő használói siketvakok, családtagjaik és jeltolmácsok. Általában egy speciális nyelvváltozatban jelelnek, mivel a hallgató nem észleli az arckifejezést, így ezt az információt külön jelekkel adják át. A 2009. évi CXXV. törvény a taktilis jelnyelv használatát is támogatja.

## A magyar nyelv kézi kódolása
Sok országban a beszélt nyelvhez egy ujjábécé tartozik. A magyar nyelv azonban ennél gazdagabb, ugyanis kétféle ujjábécével is kódolható: daktillal és fonomimikai jelekkel. A siketek körében a fonomimikai rendszer az elterjedtebb. Emellett létezik a hangzó magyar nyelv és a magyar jelnyelv keveréke is, a jelelt magyar, ami a magyar jelnyelv jeleit és a magyar nyelv szórendjét és nyelvtanát használja.

## Hivatalos státus
A siketek már régóta törekednek arra, hogy jelnyelveik hivatalossá váljanak. Elsőként Ugandában vált hivatalossá a helyi jelnyelv, már 2000 előtt. Zürich svájci kanton 2005-ben ismerte el alkotmányában a jelnyelvet. Szintén 2005 óta az osztrák jelnyelv elismert kisebbségi nyelv Ausztriában. Új-Zélandon az új-zélandi jelnyelvet 2006-ban iktatták jogaiba az angol és a maori nyelv mellett. 2009 óta a magyar jelnyelv hivatalos nyelv Magyarországon, 2011-ben az Alaptörvényben is helyet kapott: A “Szabadság és felelősség” fejezet XIX. cikkének (3) bekezdése szerint: (3) Magyarország védi a magyar jelnyelvet mint a magyar kultúra részét.

## Jelnyelvi tolmácsok
A jelnyelvi tolmácsok, röviden jeltolmácsok az adott jelnyelvet nem ismerő hallók és a jelelők között közvetítenek. Nemcsak a beszédet fordítják jelelésre, hanem szükség esetén a jelelést is beszédre. Vannak olyan jeltolmácsok is, akik két jelnyelv között közvetítenek; ők többnyire maguk is siketek.
A mai Magyarországon a jelnyelvi tolmácsolást alulértékelik. Állandó ügyeletet várnak el stabil foglalkoztatási háttér nélkül. Jövedelmük a nehéz fizikai munkásokkal egyezik meg: szellemi erőfeszítésüket nem fizetik.

## Jelnyelvhez hasonló jelrendszerek

### Házi jelek
Ha egy siket gyerek halló családba születik, és nem találkozik jelnyelvvel, akkor kialakul egy jelrendszer, amivel a gyerek kommunikálni tud a család többi tagjával. Az így kifejlődő jelnyelv alkalmazkodik a gyerek igényeihez, de nem alkot egy teljes nyelvet, hanem inkább a pidginekhez hasonlít.
Ezekre a rendszerekre jellemző, hogy a jelek különböznek a gesztusoktól. Susan Goldin-Meadow sok cikket publikált a házi jelekről. Kutatásaiban úgy találta, hogy az amerikai siket gyerekek jelei jobban hasonlítanak a kínai siket gyerekek jeleihez, mint halló szüleik gesztusaihoz. Továbbá ezek a jelek strukturált rendszert alkotnak, amikben a jelek szavaknak felelnek meg, és a jelek mondatokat alkotnak. Azonban nem állapítható meg konzisztens jel-jelentés kapcsolat, nem öröklődnek nemzedékről nemzedékre, hiányzik a nagyobb közösség, és jelelői nem ismerik el ugyanannak a rendszernek.
Habár a házi jelek nem tekinthetők teljes értékű nyelvnek, mégis van szerepük a jelnyelvek kialakulásában. A nyelvészeket azért érdekli, mert betekintést nyújt abba, miképp találja fel az ember a nyelvet, mi a kapcsolat a nyelv és a gesztusok között, és vizsgálható a nyelvelsajátítás kritikus periódusa. Segítségével kutathatók továbbá a nyelvi univerzálék, a gyerekek hajlama arra, hogy új nyelvet találjanak fel, és a nyelv eredetére is fényt vethet.

### Hallók jelrendszerei
Azokban a közösségekben, ahol sok a siket, a hallók is megtanulják a siketek jelnyelvét.
A hallók is használnak kidolgozott rendszereket, ha a beszéd nem célszerű, vagy nem lehetséges, nem szabad beszélni, vagy titkos nyelvként. Ezeknek a rendszereknek többnyire nincs önálló nyelvtanuk, hanem a beszélt nyelvek nyelvtanára támaszkodnak. Így alakult ki jelbeszéd a búvároknál, a szerzetesrendekben, a tévéstúdiókban, a zajos munkahelyeken, vagy a részvénykereskedésben.
Egyes népcsoportoknál tabuk szabályozzák, hogy mikor nem szabad beszélni. Ilyen alkalom lehet a vadászat (busmanok), gyász, vagy beavatási rítusok (ausztráliai bennszülöttek). Ilyenkor saját beszélt nyelvük jelelt változatát használják.
Az észak-amerikai indiánok közvetítő nyelvként használtak egy jelnyelvi pidgint, és néhány népnél fellelhető még ma is. Nyelvtana térbeliségével a siket jelnyelvekre emlékeztet. Ezt a pidgint átdolgozták sérültek számára, így jött létre az Amer-Ind jelbeszéd, aminek már nincs önálló nyelvtana. Az indiánok jelnyelvi pidginje ötletet szolgáltatott arra, hogy talán egy hasonló rendszer jó lenne nemzetközi nyelvnek.
A kisbabák még nem tudnak beszédhangokat képezni; ez a képességük csak később alakul ki. Ha jelelni tanulnak, akkor előbb tudnak hatékonyan kommunikálni, mint beszélni. A babajeleket ajánlják még megkésett beszédfejlődés esetére is.
Hallóknak is célszerű bármely súlyosabb beszédbeli akadályozottság, dadogás, vagy agyérkatasztrófa, diszlexia esetén jelnyelvet tanulni, mert a bal oldali beszédközpont (Wernicke és Broca beszédmezők) új idegimpulzusokat kapnak a mozgásközpontok, a mozgási memória felől. (Dunkel)
Súlyos beszédzavarok esetére igyekeztek minél szemléletesebb jelrendszereket kidolgozni, hogy az alig beszélőképes vagy néma ember ne szoruljon jeltolmácsra. Ezeknek a jelrendszereknek nincs önálló nyelvtanuk; használójuk anyanyelvének nyelvtanához igazodnak. Ilyen az Amer-Ind, a Makaton vagy a német eredetű Nézd a kezem! Egyes súlyos beszédzavarosok a siketek jelnyelvét (is) tanulják és használják, így könnyen siketnek lehet őket nézni, amit a beszédfogyatékosok és a siketek is rossz néven vesznek.

### Emberszabású majmok
A nyelv eredetének kutatásában felmerült az az ötlet, hogy meg kellene vizsgálni az emberszabású majmok nyelvi képességeit. Először a beszéddel kísérleteztek, de kiderült, hogy a majmok hangképző szervei beszédre alkalmatlanok. Ezután a kutatók figyelme a jelnyelv felé fordult, és a majmok nagy lépést tettek előre. A majmokkal amerikai jelnyelven kommunikáltak, ahogy siket szülők jelelnek a gyerekeikkel. A leghíresebb majmok Washoe és Loulis, a csimpánzok, és Michael és Koko, a gorillák voltak. Koko 600 jelet tanult meg, és alkalmazott néhány egyszerű nyelvtani szabályt, mint például a szórend, vagy a szóösszetétel. Mindezek ellenére jelelése nem felelt meg a jelnyelv szabályainak. Vitatott, hogy az általa alkalmazott rendszer mennyire tekinthető nyelvnek.